# Madame X Tour
Madame X Tour — одинадцятий світовий концертний тур американської співачки Мадонни на підтримку її чотирнадцятого студійного альбому Madame X. На початку травня 2019 року  стало відомо про американську частину туру з 25 концертів осінню 2019 року, які відбудуться в театрах Нью-Йорка, Чикаго та Лос-Анджелеса.
Вперше після The Virgin Tour 1985 року Мадонна буде виступати перед малими аудиторіями, а не великими стадіонами і площами. Планується, що всі шоу пройдуть в театрах. Спочатку оголошено дати концертів лише у США. Також шоу відбудуться в Лас-Вегасі, Бостоні, Філадельфії, Маямі, Лісабоні, Лондоні та Парижі, але їхні дати ще не підтверджено. Через великий попит у Нью-Йорку та Лос-Анджелесі були додані нові  дати виступів.

## Історія
У вересні 2017 року Мадонна вперше висловила зацікавленість до малих шоу в  інтерв'ю BBC News під час промоції концертного альбому Rebel Heart Tour. Вона сказала,що вже зробила дуже багато концертів на стадіонах, спортивних аренах  і відчуває, що хоче  переосмислити їх - «Я люблю робити інтимні шоу і  мати можливість безпосередньої розмови з глядачами».

## Концерти
| Дата                      | Місто                     | Країна                    | Місце проведення                                       | Кількість глядачів        | Дохід                     |
| 1 етап – Північна Америка | 1 етап – Північна Америка | 1 етап – Північна Америка | 1 етап – Північна Америка                              | 1 етап – Північна Америка | 1 етап – Північна Америка |
| ------------------------- | ------------------------- | ------------------------- | ------------------------------------------------------ | ------------------------- | ------------------------- |
| 12 вересня, 2019          | Нью-Йорк                  | США                       | Бруклінська музична академія Howard Gilman Opera House | —                         | —                         |
| 14 вересня, 2019          | Нью-Йорк                  | США                       | Бруклінська музична академія Howard Gilman Opera House | —                         | —                         |
| 15 вересня, 2019          | Нью-Йорк                  | США                       | Бруклінська музична академія Howard Gilman Opera House | —                         | —                         |
| 17 вересня, 2019          | Нью-Йорк                  | США                       | Бруклінська музична академія Howard Gilman Opera House | —                         | —                         |
| 19 вересня, 2019          | Нью-Йорк                  | США                       | Бруклінська музична академія Howard Gilman Opera House | —                         | —                         |
| 21 вересня, 2019          | Нью-Йорк                  | США                       | Бруклінська музична академія Howard Gilman Opera House | —                         | —                         |
| 22 вересня, 2019          | Нью-Йорк                  | США                       | Бруклінська музична академія Howard Gilman Opera House | —                         | —                         |
| 24 вересня, 2019          | Нью-Йорк                  | США                       | Бруклінська музична академія Howard Gilman Opera House | —                         | —                         |
| 25 вересня, 2019          | Нью-Йорк                  | США                       | Бруклінська музична академія Howard Gilman Opera House | —                         | —                         |
| 26 вересня, 2019          | Нью-Йорк                  | США                       | Бруклінська музична академія Howard Gilman Opera House | —                         | —                         |
| 28 вересня, 2019          | Нью-Йорк                  | США                       | Бруклінська музична академія Howard Gilman Opera House | —                         | —                         |
| O1 жовтня, 2019           | Нью-Йорк                  | США                       | Бруклінська музична академія Howard Gilman Opera House | —                         | —                         |
| 15 жовтня, 2019           | Чикаго                    | США                       | Чиказький театр                                        | —                         | —                         |
| 16 жовтня, 2019           | Чикаго                    | США                       | Чиказький театр                                        | —                         | —                         |
| 17 жовтня, 2019           | Чикаго                    | США                       | Чиказький театр                                        | —                         | —                         |
| 21 жовтня, 2019           | Чикаго                    | США                       | Чиказький театр                                        | —                         | —                         |
| 12 листопада, 2019        | Лос-Анджелес              | США                       | Театр Вілтерна                                         | —                         | —                         |
| 13 листопада, 2019        | Лос-Анджелес              | США                       | Театр Вілтерна                                         | —                         | —                         |
| 14 листопада, 2019        | Лос-Анджелес              | США                       | Театр Вілтерна                                         | —                         | —                         |
| 16 листопада, 2019        | Лос-Анджелес              | США                       | Театр Вілтерна                                         | —                         | —                         |
| 17 листопада, 2019        | Лос-Анджелес              | США                       | Театр Вілтерна                                         | —                         | —                         |
| 21 листопада, 2019        | Лос-Анджелес              | США                       | Театр Вілтерна                                         | —                         | —                         |
| 23 листопада, 2019        | Лос-Анджелес              | США                       | Театр Вілтерна                                         | —                         | —                         |
| 24 листопада, 2019        | Лос-Анджелес              | США                       | Театр Вілтерна                                         | —                         | —                         |
| 25 листопада, 2019        | Лос-Анджелес              | США                       | Театр Вілтерна                                         | —                         | —                         |